# Hemagalma
Hemagalma là một chi bướm đêm thuộc họ Geometridae.